# Disc golf
El disc golf és un esport de disc volador en el qual els jugadors llancen un disc a un objectiu.
El disc golf es juga mitjançant regles similars al golf, sovint seguint un recorregut on hi ha entre 9 i 18 forats. Els jugadors completen un forat llançant un disc des de la zona de sortida cap a un objectiu i tirant de nou des de la posició d'aterratge del disc fins a assolir l'objectiu. Els jugadors han de completar cada forat i el recorregut general emprant el menor nombre de tirs. El disc golf es juga al voltant de 40 països. A partir del 2018, hi ha més de 115.000 membres actius de la Professional Disc Golf Association (PDGA) a tot el món.